# Stephanie Vogt
Stephanie Vogt (Vaduz, 15 de Fevereiro de 1990) é uma ex-tenista profissional de Liechtenstein.
Ganhou 12 ITF de simples e 11 de duplas. No circuito WTA, teve mais expressão em duplas, onde ganhou 2 títulos e teve o ranking de 69 como mais alto.
Aposentou-se em agosto de 2016. Seu último jogo foi na 1ª fase dos Jogos Olímpicos do Rio de Janeiro, onde perdeu para Johanna Konta.

## WTA finais

### Duplas: 2 (2–0)
| Legenda                             |
| ----------------------------------- |
| Grand Slam (0–0)                    |
| WTA Tour (0–0)                      |
| Premier Mandatory & Premier 5 (0–0) |
| Premier (0–0)                       |
| International (2–0)                 |

| Finais por Piso |
| --------------- |
| Duro (1–0)      |
| Saibro (1–0)    |
| Grama (0–0)     |
| Carpete (0–0)   |

| Posição | N. | Data            | Torneio                              | Piso     | Parceira         | Oponentes                        | Placar           |
| ------- | -- | --------------- | ------------------------------------ | -------- | ---------------- | -------------------------------- | ---------------- |
| Campeã  | 1. | 20 Outubro 2013 | BGL Luxembourg Open, Luxemburgo      | Duro (i) | Yanina Wickmayer | Kristina Barrois Laura Thorpe    | 7–6(7–2), 6–4    |
| Campeã  | 2. | 26 Julho 2015   | Gastein Ladies, Bad Gastein, Áustria | Saibro   | Danka Kovinić    | Lucie Hradecká Lara Arruabarrena | 4–6, 6–4, [10–3] |